# سافرون باروز
سافرون باروز (به انگلیسی: Saffron Burrows) (زاده ۲۲ اکتبر ۱۹۷۲ در لندن) بازیگر تلویزیون و سینما است. وی در فیلمهای سینمایی بنام به نام پدر، دزدی بانک و فریدا و هچنین تروآ، دریای آبی عمیق نقش آفرینی کرد. سافرون باروز در سریال‌های نظم و قانون: قصد جنایی ، مأموران شیلد و استخوان‌ها هم حضور داشت. او هم چنین در فیلم‌های روان‌پزشک، زندگی عاشقانه، حلقه دوستان و فرماندهٔ پرواز بازی کرده‌است.